# Santuário Florestal da Vida Selvagem de Otze
O Santuário Florestal da Vida Selvagem de Otze é um santuário de vida selvagem administrado pelo governo em Uganda. O santuário cobre uma área de 188 km².